# Hoplitis improceros
Hoplitis improceros är en biart som beskrevs av Van der Zanden 1998. Hoplitis improceros ingår i släktet gnagbin, och familjen buksamlarbin. Inga underarter finns listade i Catalogue of Life.